# Ralf Schlatter
Ralf Schlatter (* 1. November 1971 in Schaffhausen) ist ein Schweizer Schriftsteller und Kabarettist.

## Biografie
Ralf Schlatter wuchs in Schaffhausen auf, studierte Geschichte und Germanistik in Zürich und Spanien und arbeitete danach zwei Jahre als Kulturredakteur beim Schweizer Fernsehen. Seit 2001 ist er freier Autor und tritt als Kabarettist im Duo schön&gut auf, zusammen mit Anna-Katharina Rickert. Ralf Schlatter lebt mit seiner Frau Ruth Grünenfelder in Zürich.

## Werke

### Prosa, Lyrik
- Treten Sie in meinen Verein ein, CD Slam Poetry, mit DJ Piotr, Der gesunde Menschenversand, 2001.
- Federseel, Roman, Kein&Aber, Zürich, 2002.
- Kultbuch Schweiz, mit Anna-Katharina Rickert, Komet Verlag, Köln, 2008.
- Verzettelt – verlorene Worte und ihre Geschichten, Merian Verlag, Basel, 2008.
- König der Welt, Lyrik, Wolfbach Verlag, Zürich, 2012.
- Sagte Liesegang, Roman, Limbus Verlag, Innsbruck, 2013.
- Maliaño, Erzählung, Neuauflage, Limbus Verlag, Innsbruck, 2015.
- Steingrubers Jahr, Roman, Limbus Verlag, Innsbruck, 2016.
- Margarethe geht, Kinderbuch, vom Autor selbst illustriert, Limbus Verlag, Innsbruck, 2019.
- Muttertag, Erzählung, Limbus Verlag, Innsbruck, 2020.
- 43’586. Ein Schweizer Decamerone, Limbus, Innsbruck 2022, ISBN 978-3-99039-217-1.
- Des Reimes willen Henk. Roman in Reimen, Limbus, Innsbruck 2023, ISBN 978-3-99039-238-6.

### Kabarett, Theater
- schön&gut, poetisches und politisches Kabarett, seit 2000, mit Anna-Katharina Rickert.
- Federseel.Wortflucht, UA Monolog-Festival Schauspielhaus Zürich, 2001.
- Die heilige Johanna der Zierfische, Theaterstück, UA Innsbruck, 2004.

### Hörspiel, Radio
- Rumantsch grischun, Hörspiel, Radio SRF 1, 2006.
- Mord auf Tonband, Schreckmümpfeli, Radio SRF 1, 2006.
- Morgengeschichten, Radio SRF 1, seit 2009.
- Christophorus, Schreckmümpfeli, Radio SRF 1, 2008.
- Das letzte Wort, Schreckmümpfeli, Radio SRF 1, 2010.
- Nudelsonntag, Hörspiel, Radio SRF 1, 2012.
- Schreibstau, Schreckmümpfeli, Radio SRF 1, 2012.
- Beim Frisör, Schreckmümpfeli, Radio SRF 1, 2016.

### Songtexte
für Sina:
- D Wält uf um Chopf, 2005.
- Vorstadtland, 2005.
- Komet, 2015.
- Elvis, 2016.
- Easy Rider, 2019.
- Ziitsammlär, 2022.

## Auszeichnungen
- 1997: Förderpreis der Kulturstiftung Kanton Thurgau
- 2000: Förderpreis der Int. Bodenseekonferenz für «Federseel»
- 2001: 2. Platz am «5. German International Poetry Slam», Hamburg
- 2001: 2. Preis beim «Literaturpreis der Stadt Steyr» für «Maliaño»
- 2002: Förderpreis der Dienemann-Stiftung Luzern, für «Federseel»
- 2003: Halbes Werkjahr der Stadt Zürich, für «Maliaño»
- 2003: Auszeichnung Kanton Zürich, für «Maliaño»
- 2004: Salzburger Stier, für «schön&gut»
- 2004: Erster Preis beim Dramenwettbewerb Urwerk, Innsbruck, für «Die heilige Johanna der Zierfische»
- 2006: Hörspielpreis Prix Suisse, für «Rumantsch grischun»
- 2006: Preis der Int. Bodensee-Konferenz, Sparte Lyrik
- 2014: Schweizer Kabarettpreis Cornichon, für «schön&gut»
- 2017: Schweizer Kleinkunstpreis, für «schön&gut»